# Autóbusz

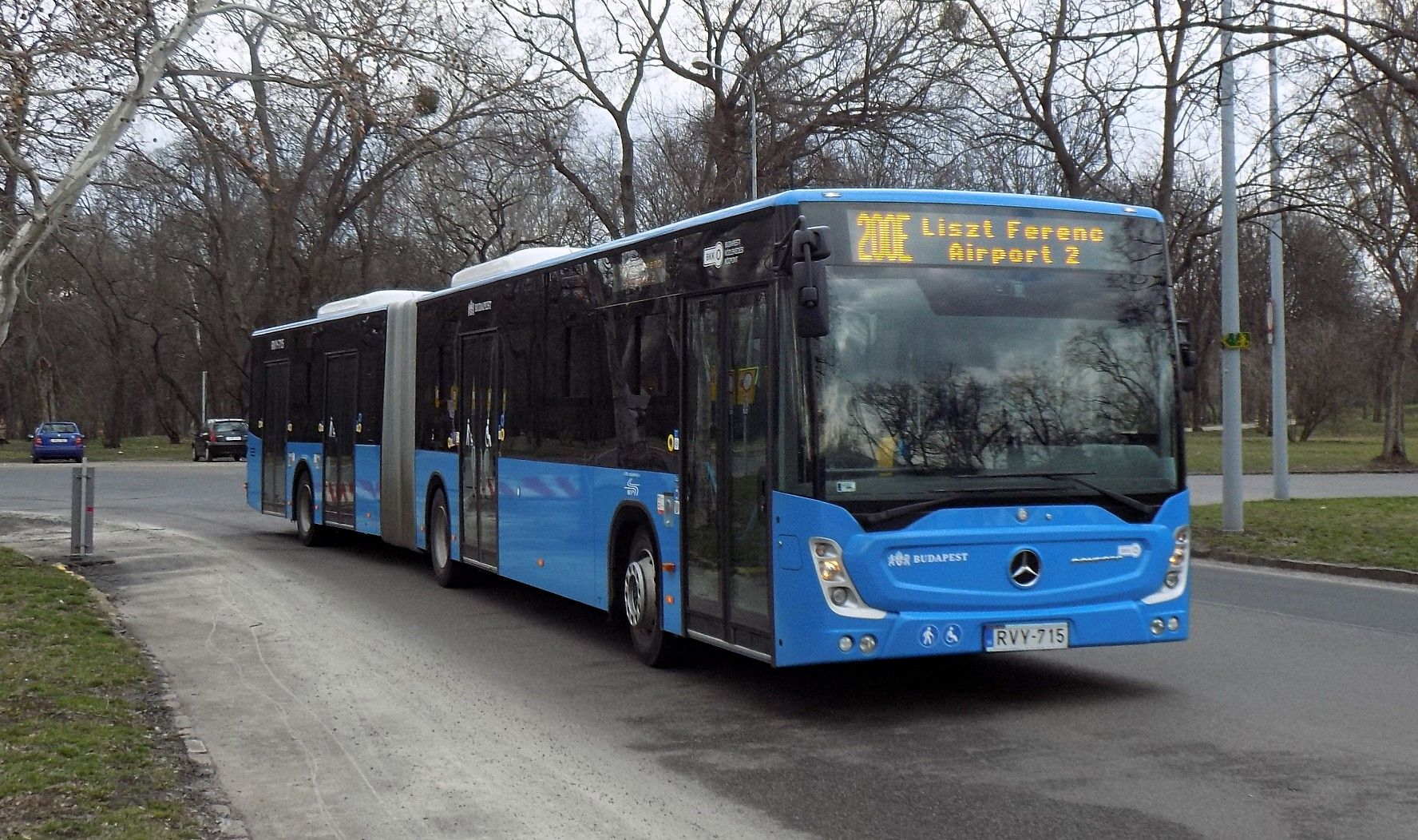
Autóbusz Budapesten

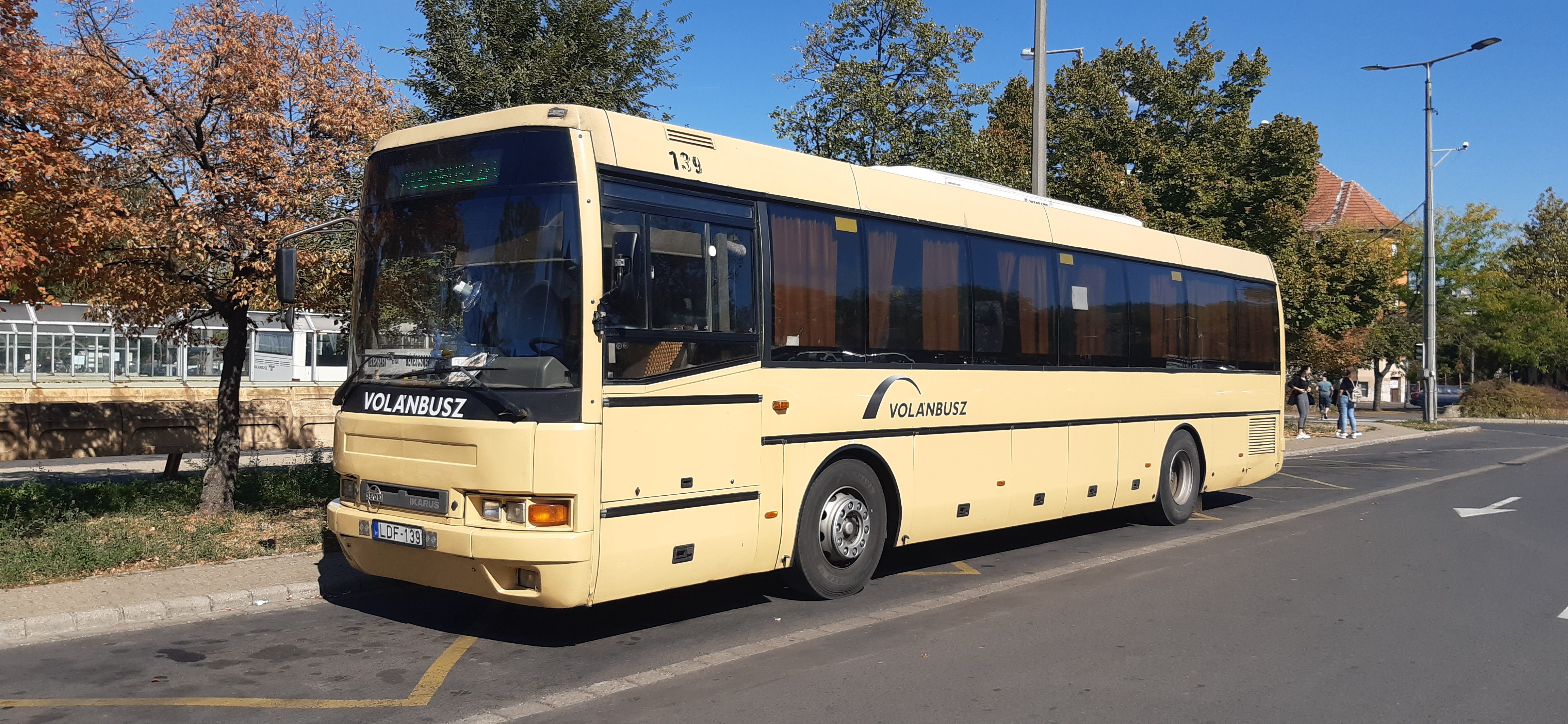
Magyarországi távolsági busz

Az autóbusz vagy busz olyan szárazföldi tömegközlekedési eszköz, amelyet erőgép hajt, magától helyváltoztatásra képes, egyterű és legalább 10 fő szállítására alkalmas, ennek ellenére szokás mikrobusznak nevezni a sofőrrel együtt 9 személyes, személyautónak minősülő járműveket is. A busz szó a latin omnibus szóból ered, olyan közforgalmú közlekedési eszközként, amelyet „mindenki” használhat. A busz szót más, nem csak szárazföldi tömegközlekedésre alkalmas járműre is szokták használni, például „vízibusz”.

## Az autóbusz története
Miközben a kerekes járművek folyamatosan fejlődtek, egyre szélesebb körben nőtt meg az igény arra, hogy nagyobb távolságra közlekedjenek. Természetesen, mivel a közlekedési eszközök mindig is drágák voltak, nem volt lehetséges, hogy mindenki birtokoljon valamilyen járművet, ezért kialakult a bérkocsirendszer, amely a tömegközlekedés elődjének tekinthető. Két városban alakult ki nagy kínálat Európában: Londonban és Párizsban. Nem véletlen, hogy ezek a városok most is jelentős és fejlett tömegközlekedési hálózattal rendelkeznek. Hamarosan a városközi „bérközlekedés” is beindult, ennek lebonyolítói a postakocsik lettek. Nagy-Britanniában gőzbuszok is közlekedtek ilyen távolságokon, ezek hintóra emlékeztető járművek voltak azokéhoz hasonló ülőhelyekkel és kocsikerekekkel.
A buszok közvetlen elődjének az omnibusz tekinthető. Az omnibuszokat a lóvasúthoz hasonlóan ló vontatta, közforgalmú városi tömegközlekedési eszközök voltak.

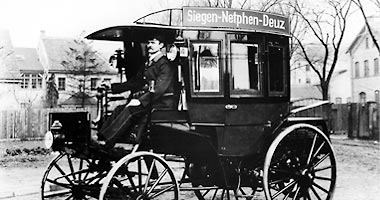
A világ első motoros autóbusza Karl Benztől 1896-ból

Az egyik legnagyobb lépést a buszok fejlődésében az első motoros busz elkészítése jelentette. Karl Benz első autóbusza 5 lóerős, 2650 cm³-es motorral rendelkezett, és mintegy 20 km/h volt a maximális sebessége. Hamarosan egyre több és több országban növekedett meg az igény a motorosjármű-gyártásra, megjelennek a mai napig nagy márkák, mint a Mercedes-Benz után a Volvo, a Scania, a Renault, illetve a 20. század elején az Heuliez, a Setra, a Steyr és a már az MAN által felvásárolt Büssing.
Azonban a nagyobb befogadóképességű buszok korának beköszöntéséhez még nagy szükség volt az erős felfüggesztés megoldására (1898, Daimler), a nagy nyomatékú dízelmotor feltalálására (1893, Rudolf Diesel; első legyártott: 1897 Maschinefabrik Augsburg – MAN). Valamint ami még elengedhetetlen: szükség lett gumikerekek alkalmazására is.

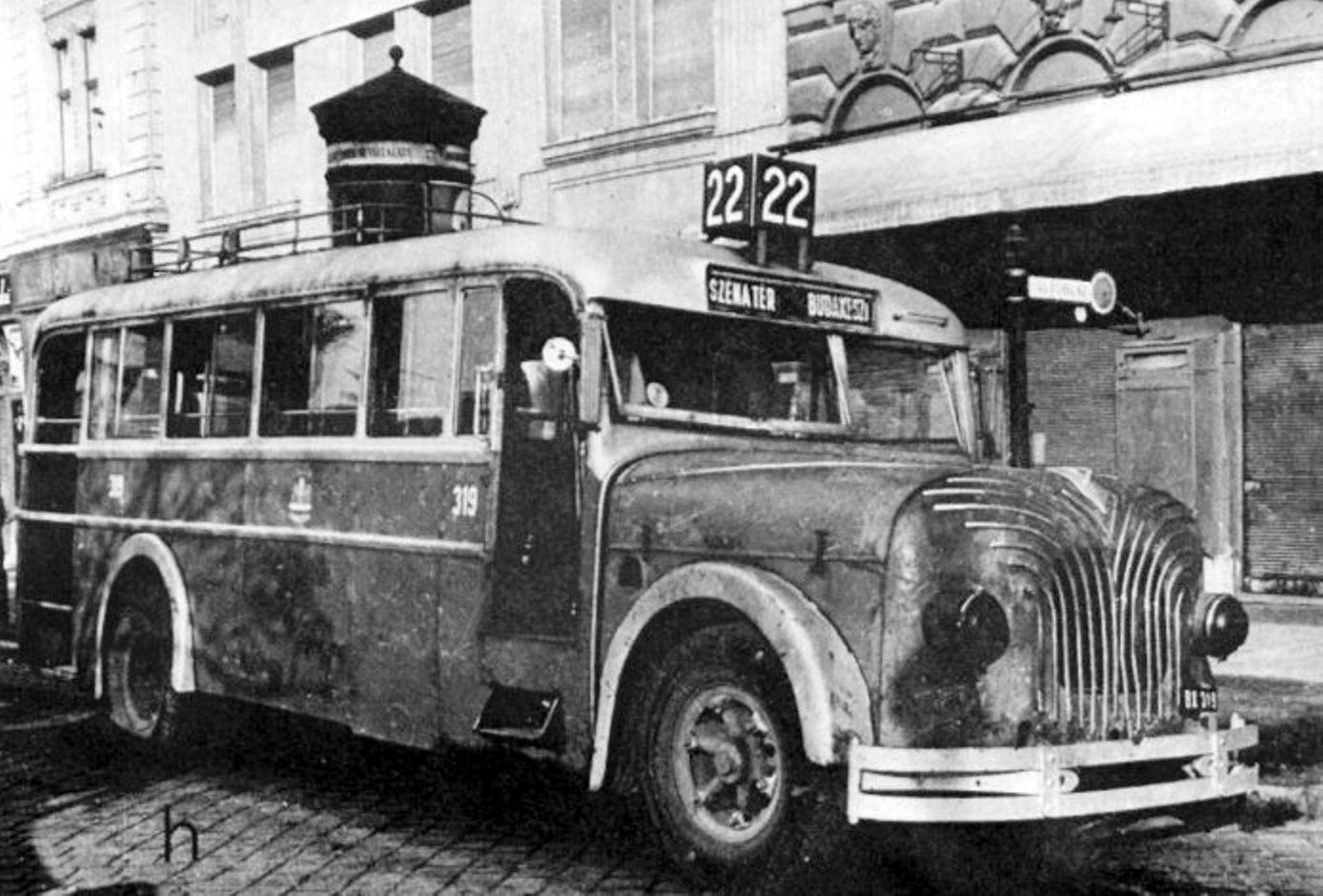
BX 319-es N2h/39 típusú Mávag „harcsaorrú” autóbusz

 A 20-as évek végére tehető a busz- és teherautó-fejlődés elkülönülése, a buszok jóval alacsonyabb (700 – 800 mm) padlószintre tettek szert. Ekkor a járművek már alkalmasak voltak úgy 50-60 ember elszállítására is. Körülbelül ebben az időben kezdtek megalakulni a közlekedési vállalatok is.
1930 körül ismét egy újítás, a járművek ezentúl acélból készülnek, így sokkal strapabíróbbá, megbízhatóbbá válnak. Míg az eddigi buszok leginkább csak városi vagy elővárosi forgalom ellátására voltak alkalmasak, hamarosan megjelentek a turistabuszok is (köztük a legjelentősebb 1934-ben a Mercedes-Benztől).

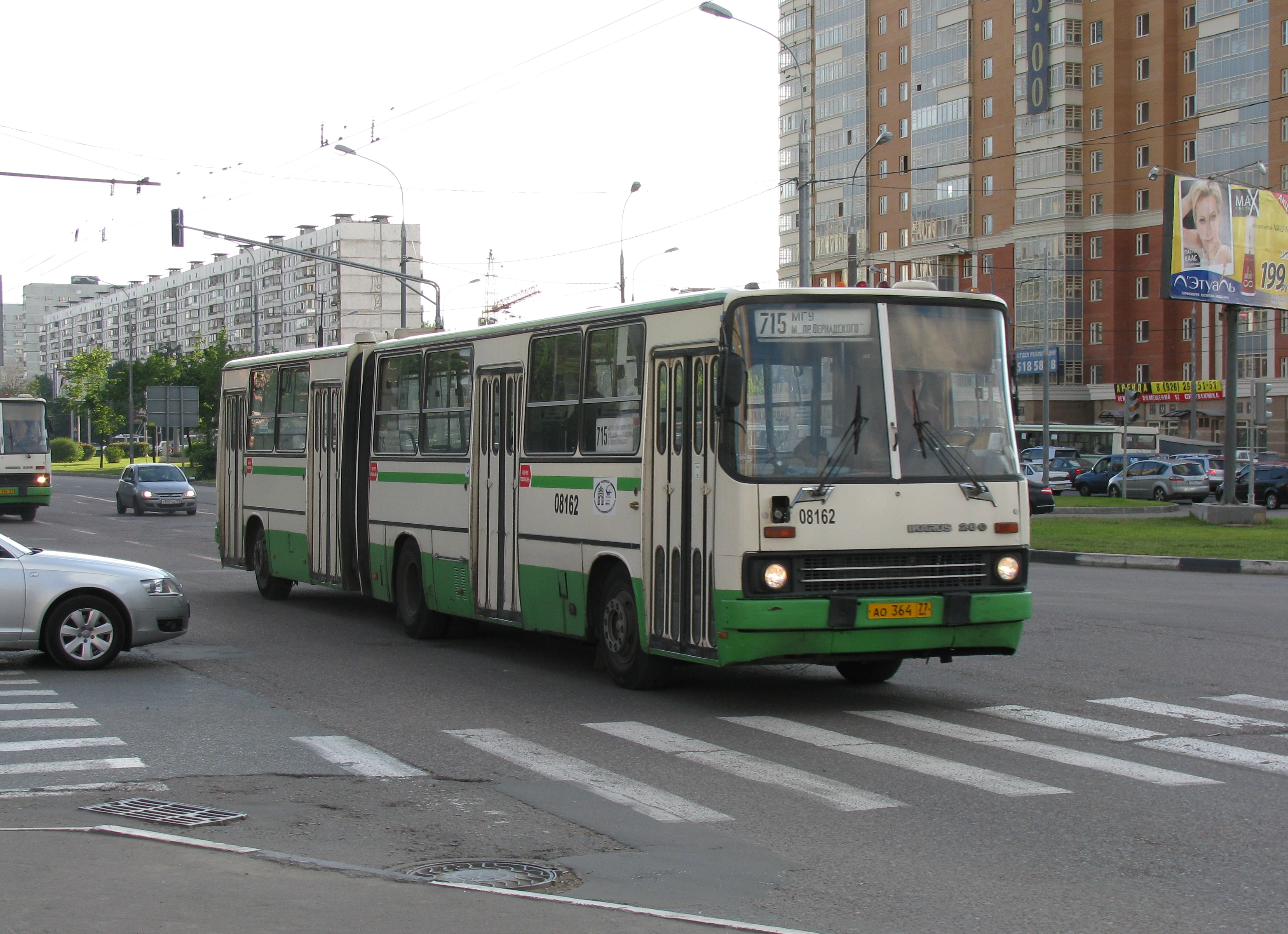
Ikarus 280, csuklós autóbusz Moszkvában

A következő nagy újdonság az első B-tengely meghajtású Mercedes-Benz O6600H (1951) volt, hamarosan elkészült az első csuklósbusz is. A világháború után óriási lett a kereslet e buszok iránt, mivel a villamoshálózatok teljes helyreállítása túl költséges lett volna. A nagy kereslet miatt bővült a kínálat is, ekkor kezdett buszt gyártani az MAN, a Neoplan, de a kelet-európai gyártók is fejlődésnek indultak (Ikarus, Autosan, Karosa).
Az elkövetkező években temérdek rendkívül különböző buszt hoznak létre, köztük rengeteg érdekességgel. A 70-es években már úgy gondolhatták, hogy mindent feltaláltak, ami busszal kapcsolatos, amikor 1976-ban a Neoplan óriási újítást vezet be: elkészül az első alacsony padlós busz, az N 814. Egy jó darabig nem ismerik el a technika előnyét, de a 80-as évek közepétől fogva sorban az összes buszgyártó elkészíti alacsony padlós buszát, mire 1989-ben a Neoplan már alacsony padlós csuklós buszt gyárt le (N 421 NG). Az alacsony padlós technika még mindig nem tökéletes, ezért szinte évente jelennek újabbnál újabb megoldások. Az első alacsony padlós csuklós busz, amit sorozatban gyártottak, az Ikarus 417 volt. Sajnos a gyárral együtt a busz is a feledés homályába merült már.
A másik fejlődési irány a jármű meghajtási módjának fejlődése. Ebből is a legjelentősebb áttörések az üzemanyag változásában figyelhetők meg. A korai benzines buszok után szinte csak dízelbuszokat gyártottak, mivel ennek technikai paraméterei rendkívül előnyösek: nagy teljesítményű és nyomatékú, viszonylag kompakt a motor. Azonban próbálkoztak egyéb meghajtásokkal is a költség- és a városilégszennyezettség-csökkentés érdekében. Ezért találták ki a trolibuszt (30-as évek), a földgázbuszt (1971), az elektrobuszt (1967) illetve a dízel-elektrobuszt (1977), majd a hidrogénbuszt is elkészítették (1994), legvégül 1998-ban az első üzemanyagcellás buszt is, amely egyelőre a legmodernebb, legkörnyezetkímélőbb megoldásnak tűnik.

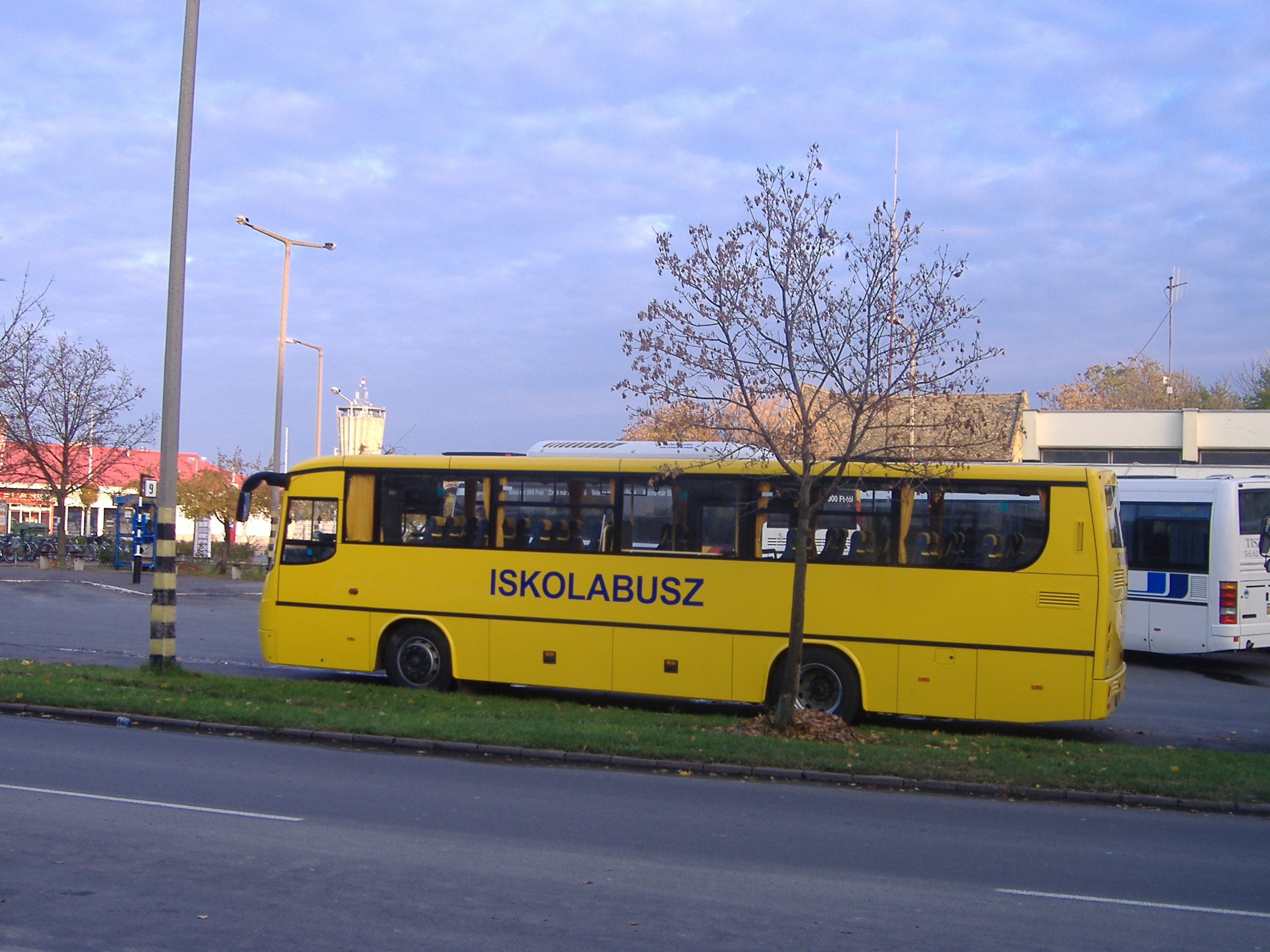
Iskolabusz (Autosan) Makón

## Szerepe
A buszok jelentős szerepet töltenek be a városok tömegközlekedésében. Magyarországon – több, mint 200 járatával – Budapest autóbuszvonal-hálózata a legkiépítettebb városi buszhálózat. Bár később terjedtek el, mint a villamosok, most már nagyobb a szerepük. Emellett nagy szerep jut a – Magyarországon a különböző Volán-társaságok által üzemeltetett – belföldi buszjáratoknak is. Ezek a buszok a vasút szerepét kiegészítve a települések közti közlekedés fontos részei. A nemzetközi buszjáratok elsősorban turisztikai célokat szolgálnak.

## Kategorizálás
- Alacsony padlós busz
- Csuklós busz
- Minibusz
- Midibusz
- Trolibusz
- Mikrobusz
- Turistabusz
- Emeletes busz
- Távolsági vagy helyközi busz

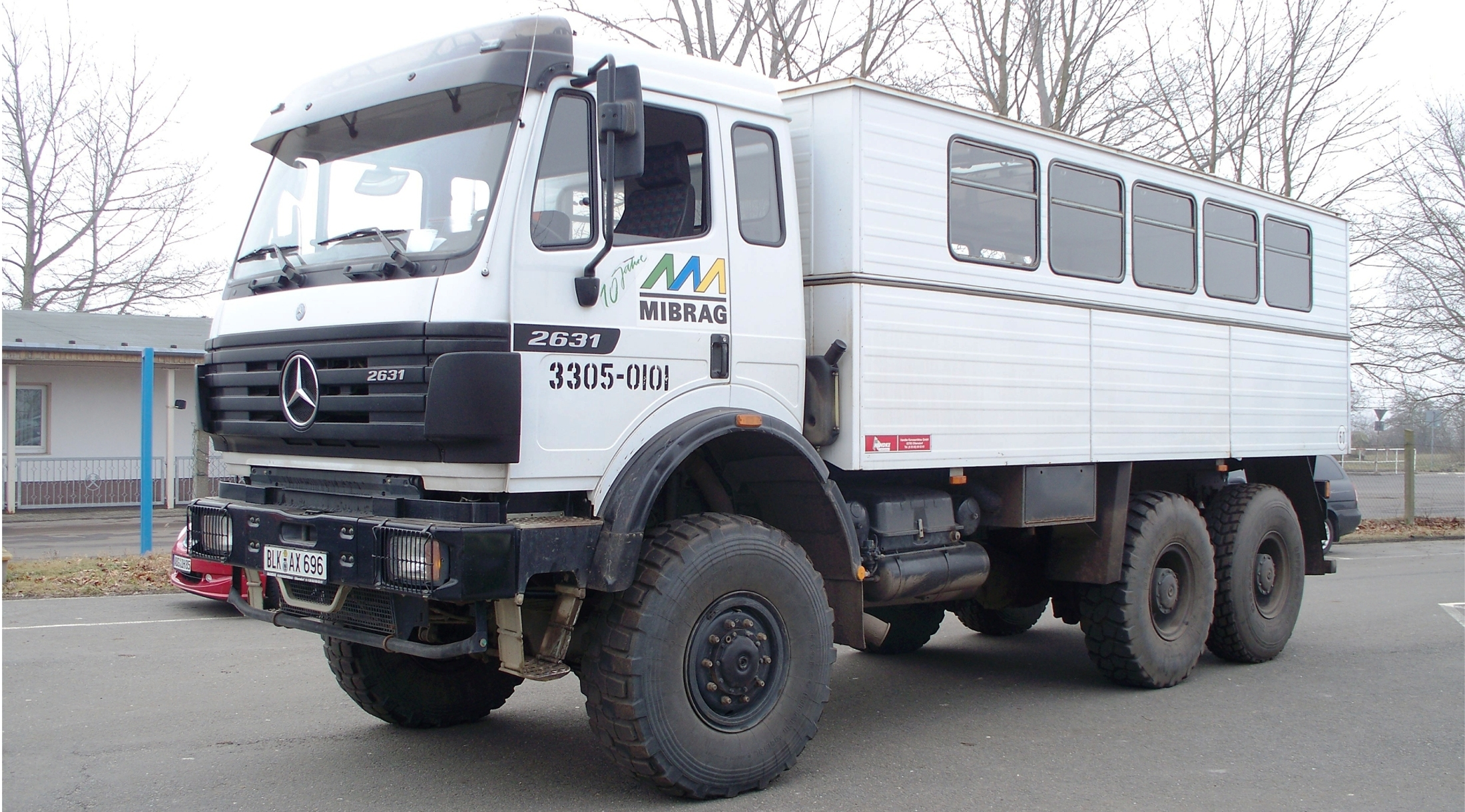
Buszként használatos, terepre készült, összkerékhajtású, turistaszállító teherautó (Mercedes SK)

- Egyéb buszként kialakított jármű, általában kisteherautó vagy teherautó

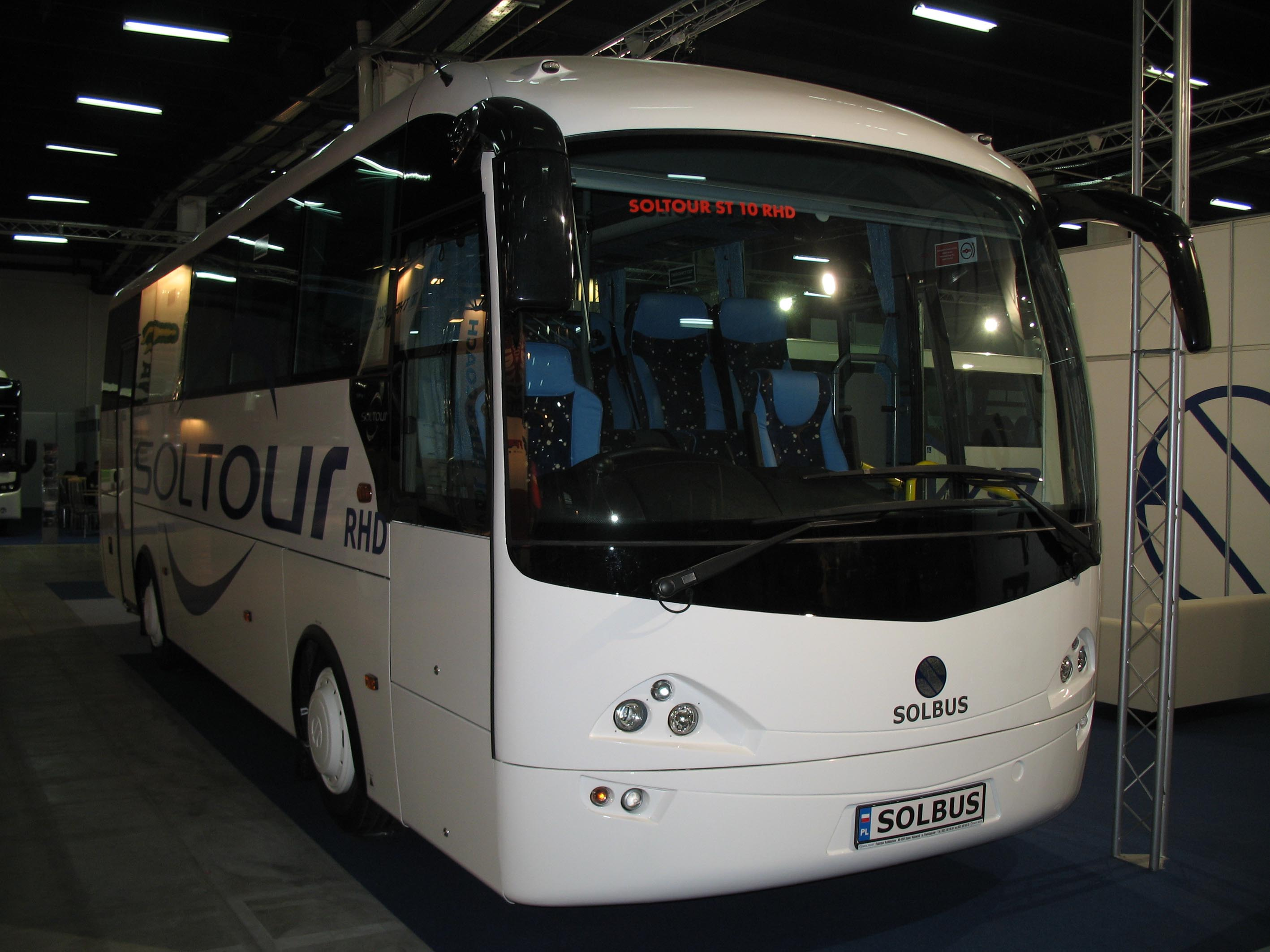
Solbus Soltour midibusz

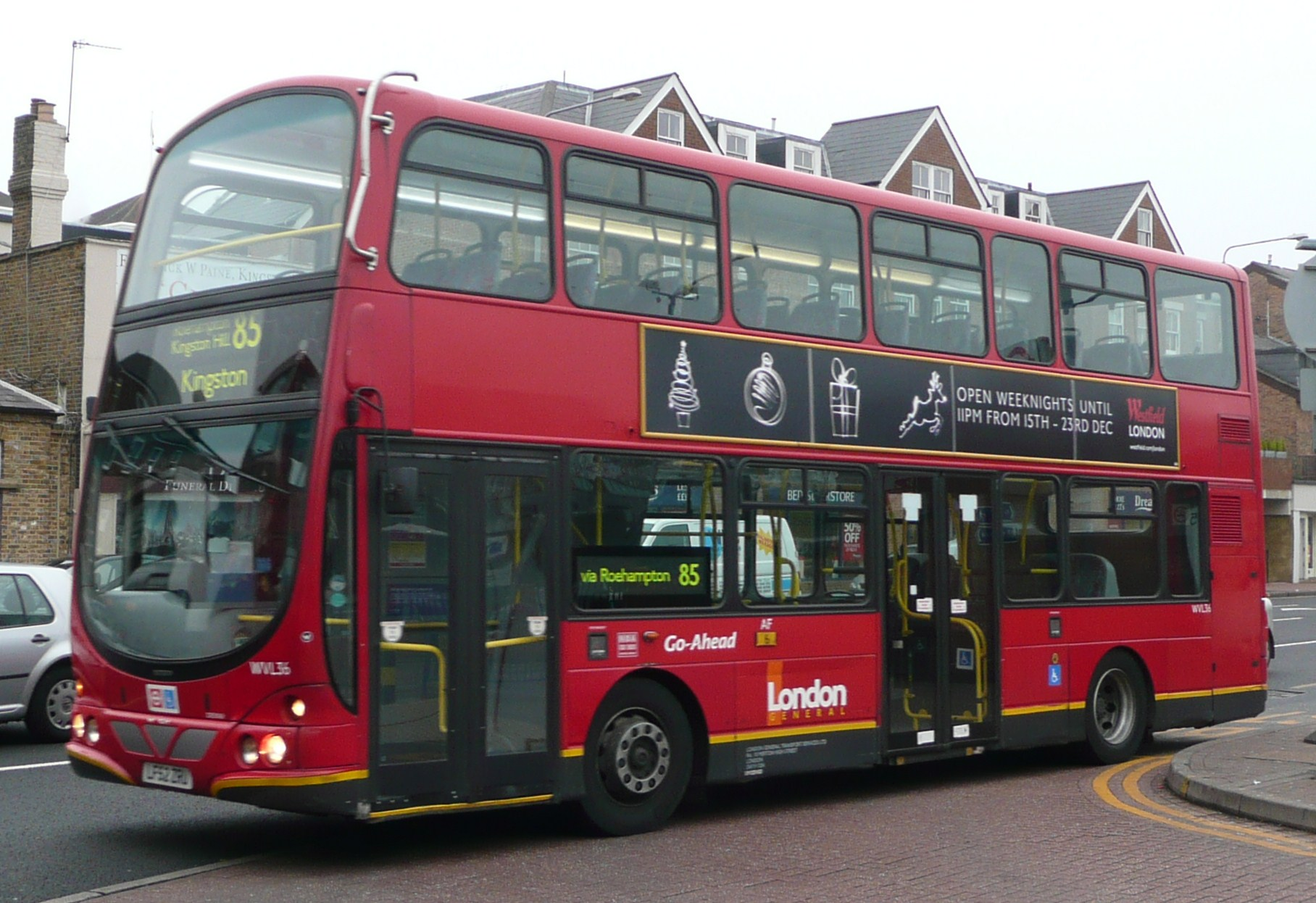
Londoni emeletes busz

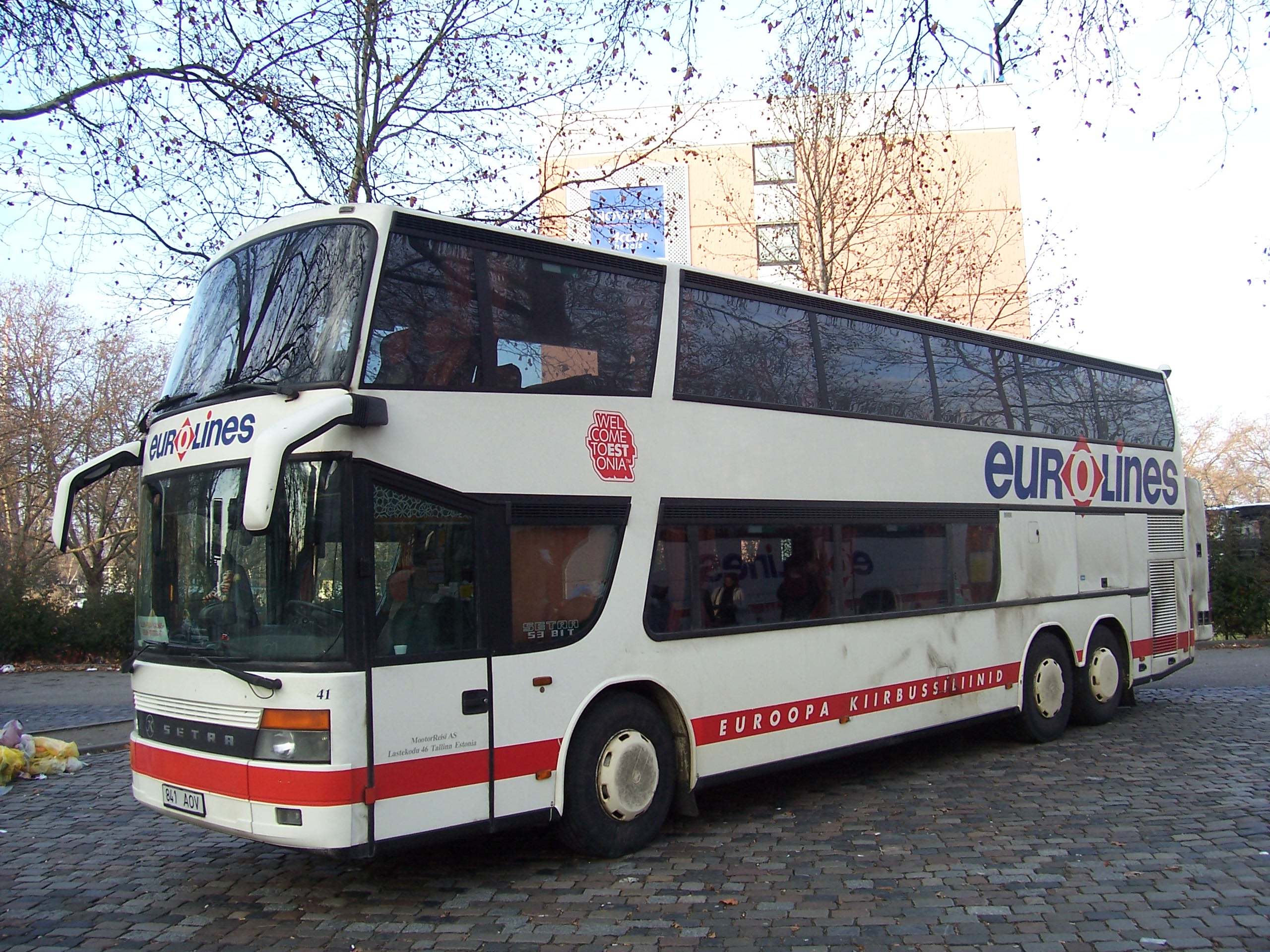
Emeletes turistabusz (Setra)

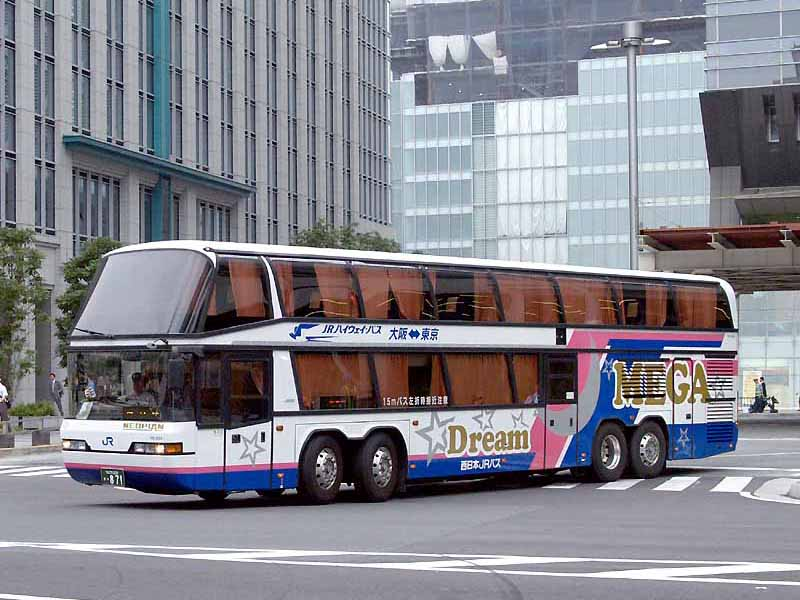
Négytengelyes emeletes turistabusz (Neoplan)

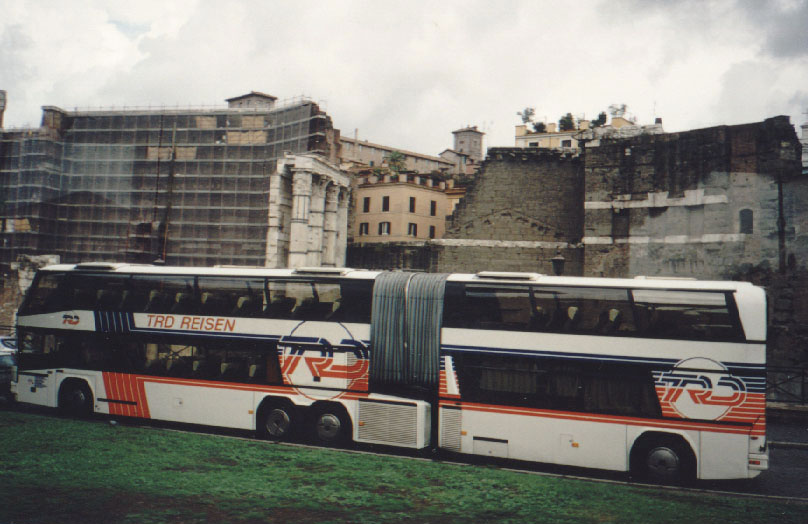
Csuklós emeletes turistabusz (Neoplan)

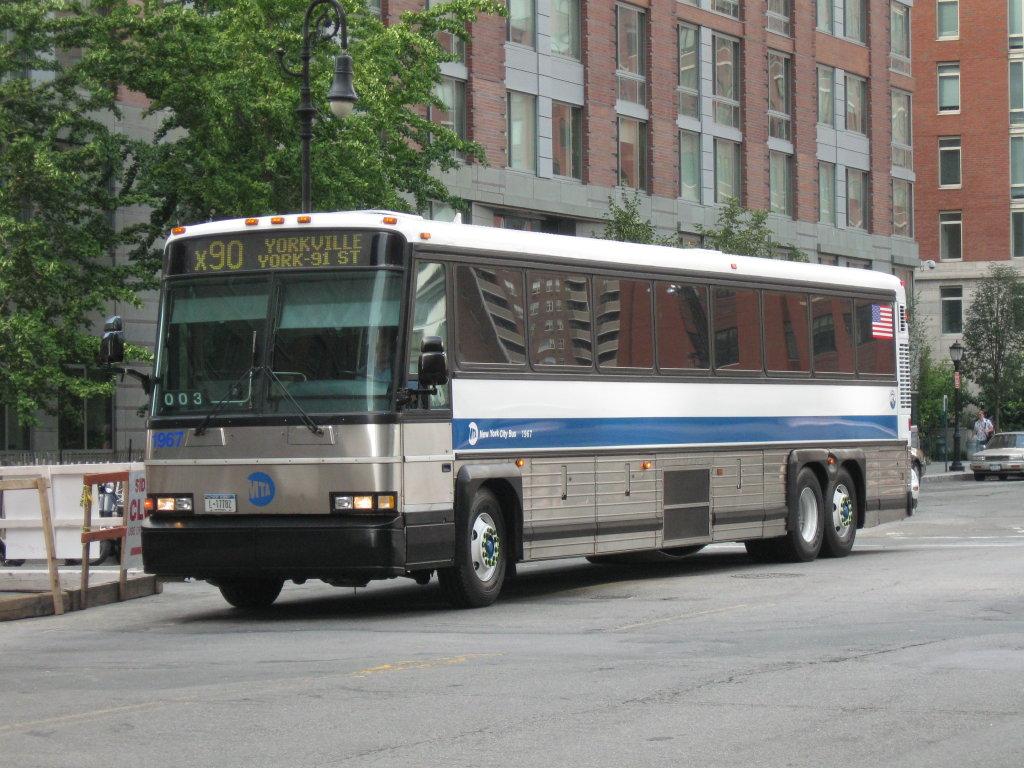
Amerikai távolsági autóbusz (MCI)

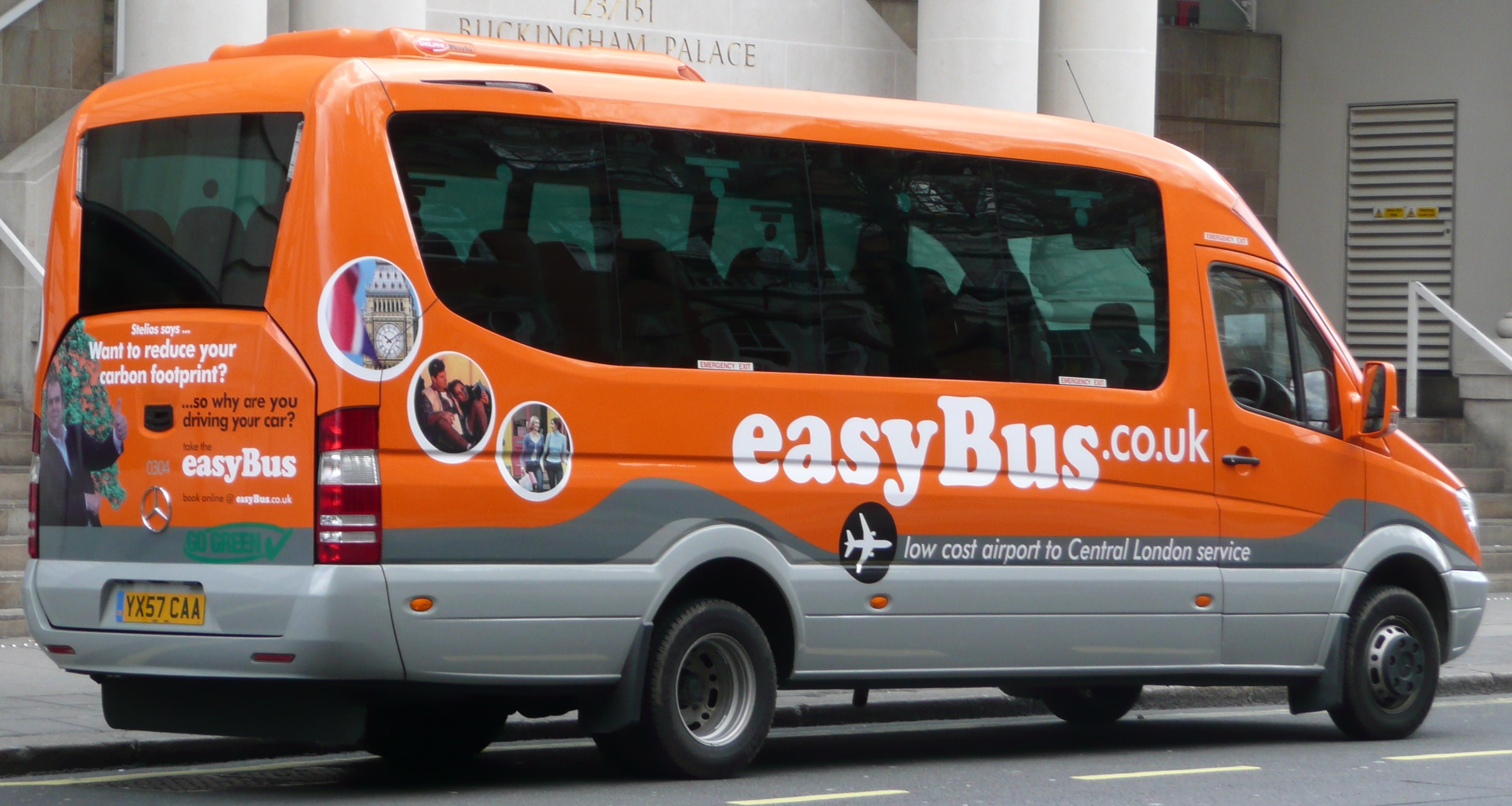
Furgon alapú minibusz
(Mercedes Sprinter)

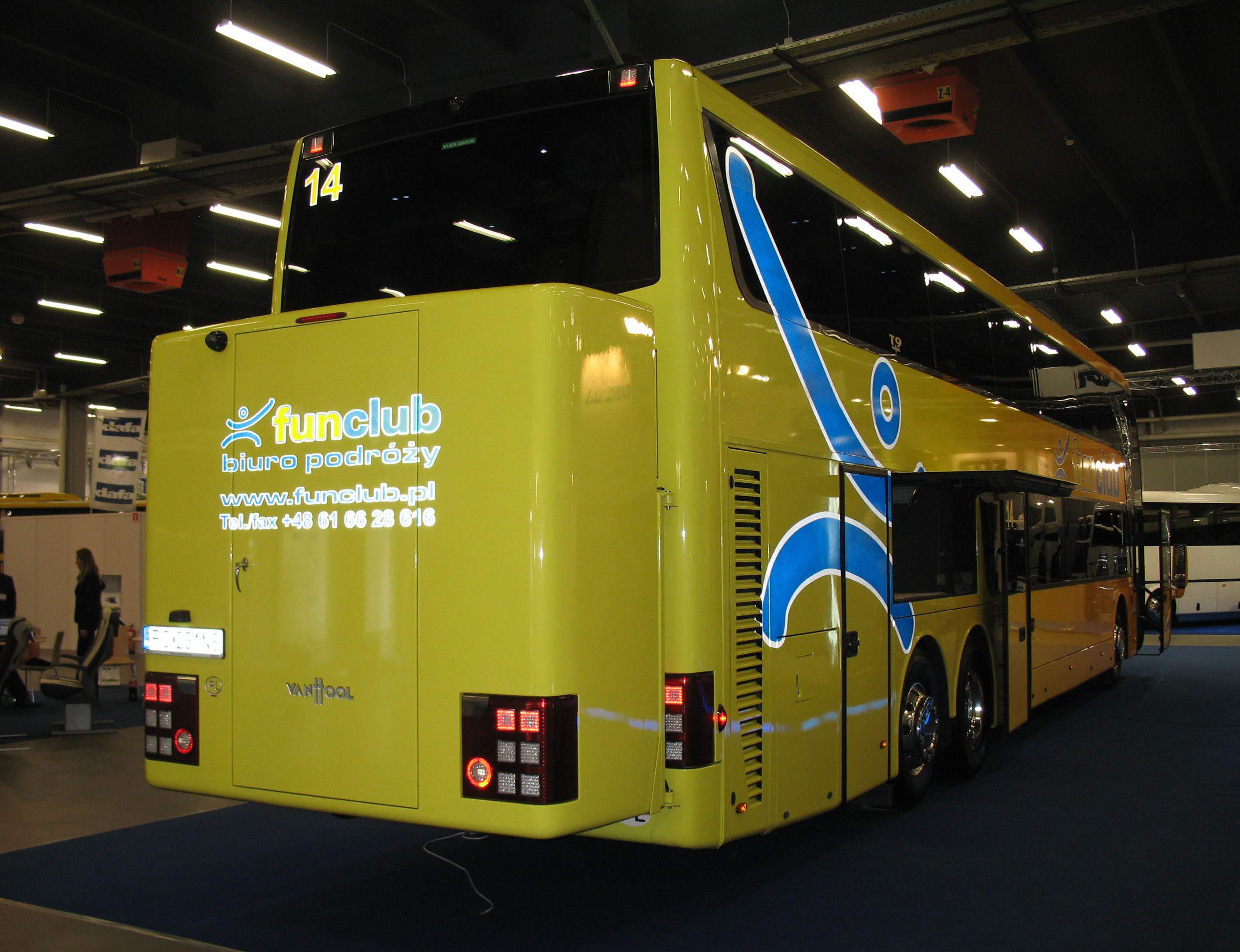
Márkaspecifikus síbox a Van Hool egyik emeletes turistabuszán

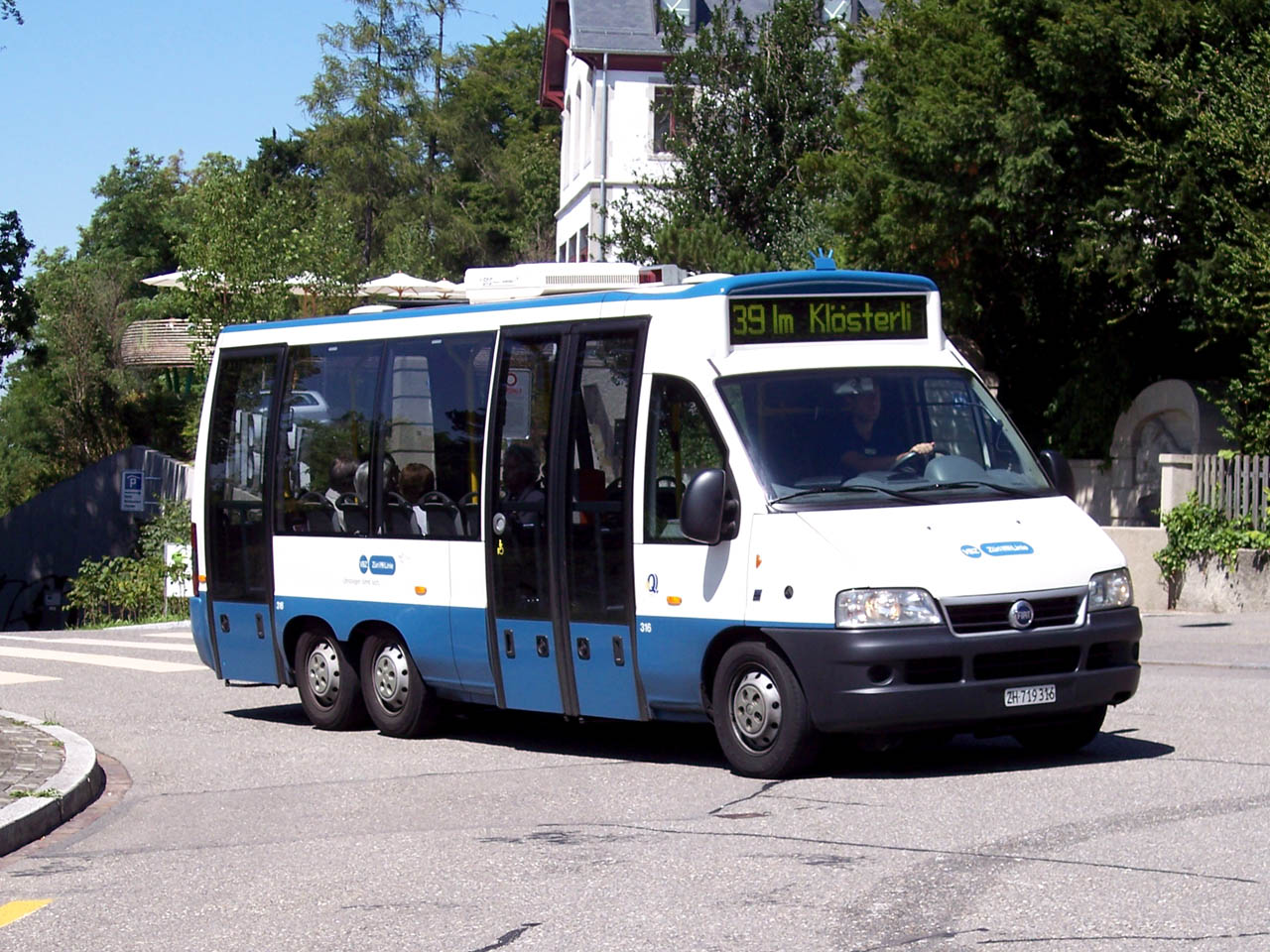
Furgon alapú minibusz háromtengelyes kivitelben (Fiat Ducato)

### Legfontosabb hajtástípusok
A legtöbb busz dízelmotoros meghajtással működik, de számos busz már környezetbarátabb elektromos hibridhajtással is rendelkezik, főleg a városi buszok. A buszok egyik változata a trolibusz, amelynek meghajtása teljes egészében villanymotorral történik, az áramot pedig a felsővezetékről áramszedő segítségével veszi fel – noha vannak saját hajtással rendelkező típusai is. Ez utóbbi a működéshez szükséges infrastruktúra miatt szintén a nagyvárosokban fordul elő.
Egy rendhagyó, környezetbarát hajtástípus a buszcikli.

### Kialakítások
A buszok kialakítását az egész járművet kitevő utastér jellemzi, ami alatt, leggyakrabban hátul található a motortér. A régebbi buszoknak sokszor még elöl helyezkedett el a motorja, később aztán hátra került, mert a legtöbb busz amúgy is hátsókerék-meghajtású jármű, ezért közelebb van a hátsó tengelyhez. Manapság leginkább olyan buszoknak van elöl a motorjuk, amelyek alapjárműve nem kimondottan busznak készült, csupán utasszállító kivitel is létezik belőlük, ilyenek például a kisteherautók és furgonok buszváltozatai. Az első buszok jellemzően ilyen „buszváltozatok” voltak, utána jelentek meg a kifejezetten busznak készült járművek, azok jellegzetes kialakításaival. Ezen kívül mostanság is előfordulnak olyan tehergépkocsik, amik utasszállító felépítménnyel rendelkeznek. Ez jellemzően akkor szükséges, ha az adott terepviszonyok mellett egy hagyományos autóbusz nem, hanem csak egy robusztusabb, jobb terepjáró képességekkel rendelkező jármű képes közlekedni. Ilyen járművek főleg a természetben való turistafuvarozás területén, például szafarinál, illetve katonai alkalmazásban fordulnak elő.
Sokszor a buszgyártó csak a jármű alvázát készíti el a meghajtással és a kormányművel, a rávaló karosszéria és beltér már más gyártótól származik, ezzel is segítve a helyi igények szerinti jármű kialakítását. (Erre eklatáns példa az a rendhagyó kivitelű frontmotoros buszalváz, amit a Volksbus készített brazil felhasználásra 2024-ben.)
A legtöbb busz kéttengelyes kivitelű, ahol a hátsó tengely kapja a meghajtást, de gyakoriak a háromtengelyes buszok is, amiknek dupla hátsótengelye van. Az ilyen ikertengelyeknek legtöbbször az első tengelye a meghajtott, míg a hátsó kormányzott, ami kanyarodáskor ellenkormányozódik, csökkentve a busz kanyarodóív-sugarát. Háromtengelyes buszok főleg a turista-, az emeletes turista- és a hosszú távolsági autóbuszok. Ritkábban négytengelyes buszok is előfordulnak, itt az előbbi hátsó ikertengelyt az első, rendesen kormányozódó ikertengely egészítik ki.
A buszok kialakítását meghatározza azok felhasználási területe, így például a turistabuszok rendszerint magasított utasterű járművek, amelyek utastere alatt nemcsak a motor (padlómotoros kivitel), hanem csomagtartó rekeszek is helyet kapnak a csomagok elhelyezésére, míg városi buszok esetében erre nincs szükség, ugyanakkor utóbbi gyakran cserélődő utasforgalma és a mozgássérült utasok közlekedésének megkönnyítése érdekében ezek gyakran alacsony padlós kivitelben készülnek, emiatt ezek a járművek eleve sokkal alacsonyabbak, ugyanakkor az alacsony padlószínt megnehezíti az ilyen buszok gépészeti és belsőtéri kialakítását. A távolsági vagy helyközi járatok buszai gyakran az átlagnál hosszabbak vagy csuklós kivitelűek, a hosszabb buszok háromtengelyes kivitelűek, az alacsony padló itt is gyakori. Sok távolsági és turistabusz WC-vel is fel van szerelve.
A fel- és leszállás a városi buszok esetében a járda felőli oldalon kialakított nagyobb ajtókon történik, amik harmonikaszerűen, ráncajtós kivitelben vagy bolygóajtósan nyílnak, amikor az egész ajtó mozog. A ráncajtó főleg régebben volt gyakori, manapság a bolygóajtó az elterjedt ajtótípus. A távolsági és turistabuszok egy vagy két bolygóajtóval rendelkeznek.

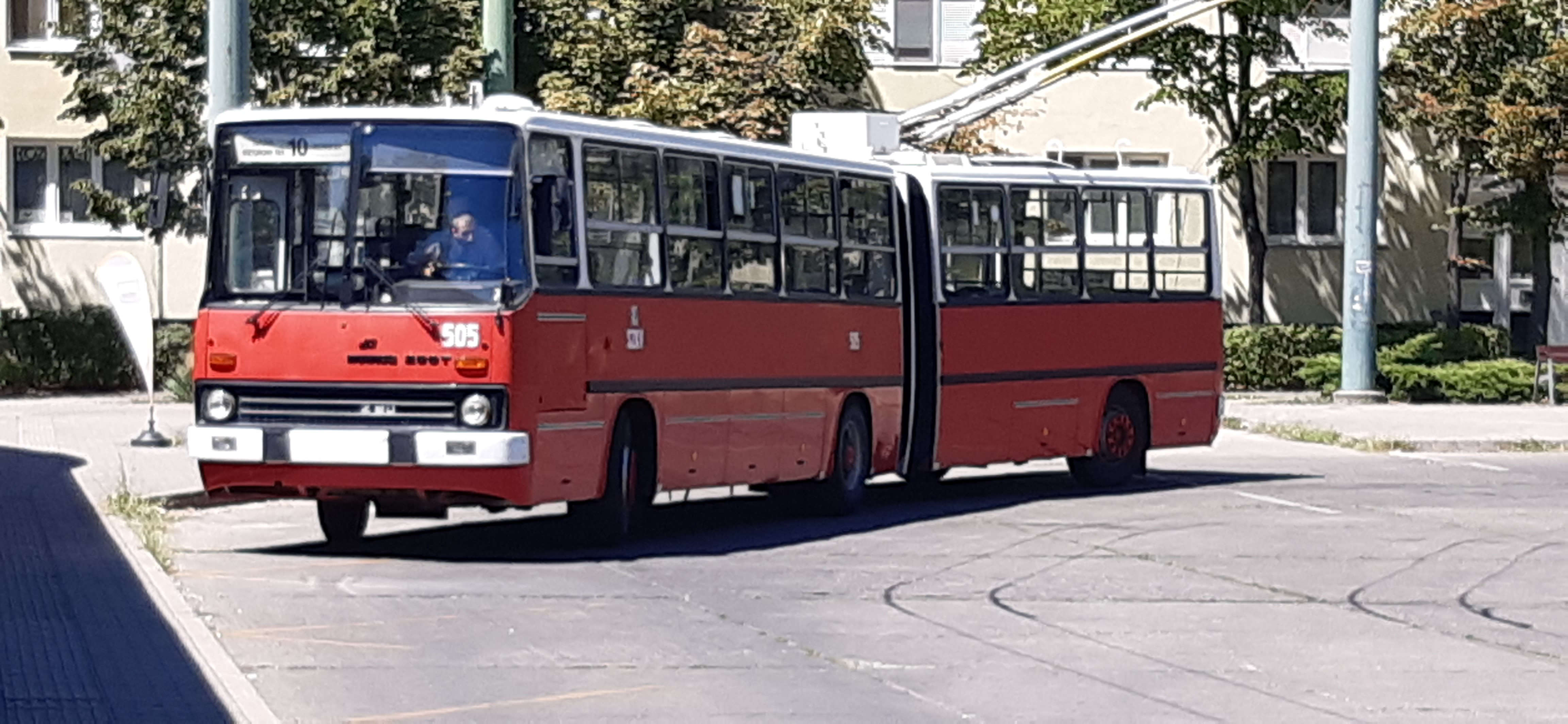
Ikarus 280T trolibusz Szegeden a Víztorony téren

Az emeletes buszok két szinttel rendelkeznek, melyeket egy vagy két lépcső köt össze. Emeletes busz a városi és a turistabuszok közt is van, előbbire ismert példa a piros londoni emeletes Routemaster, de Hongkongban és Berlinben is használnak emeletes buszokat a tömegközlekedésben. Emeletes turistabuszokat nemcsak a turizmusban, hanem helyközi viszonylatokban is használnak bizonyos országokban. Turistabuszok esetén csak az emeleten található utastér a busz teljes hosszában, az alsó szinten lehet csak a vezetőhely, ahol a buszvezetőn kívül esetleg az idegenvezetőnek van még helye. Ez esetenként lehet kis társalgóhelyiséggel kiegészítve, de lehet rendes utastér is, ám ez is csak a busz bizonyos hosszáig, hogy a fennmaradó helyen a WC, a minikonyha és a poggyásztér kapjon helyet, mivel itt már nincs annyi szabad hely, mint egy csak magasított utasterű busz esetében. Ha alul csak a sofőrrész található, jelentős poggyászteret lehet kapni, de utasterekkel ez értelemszerűen csökken, ezért az emeletes turistabuszok gyakran viselnek lámpákkal szerelt, hátizsákszerű síboxot a hátfalukhoz rögzítve, vagy vontatnak utánfutót, ahol elférnek az utasok csomagjai. Síbox mindenféle turistabuszhoz rögzíthető a csomagtér növelése végett, ezek lehetnek univerzálisak, de gyakoriak a márkaspecifikusak is, amik egy adott márka típusához készülnek a busztípussal megegyező lámpatestekkel és dizájnnal. Az emeletes turistabuszok szinte kivétel nélkül háromtengelyesek, de négytengelyes is akad belőlük. Vannak egyedi kivitelű buszok is, például tartós betegségben szenvedők utaztatására szolgáló változatok.
A csuklós buszok a szólóbuszokkal ellentétben két részből állnak, melyekben több utas fér el, ezért ilyen buszokat a nagyobb utasforgalmú vonalakon használnak. A csuklós buszok első része hosszabb, amihez egy flexibilis csuklóval kapcsolódik a hátsó rövidebb rész. A csuklós rendszer elterjedése előtt bizonyos buszoknak különálló utasszállító utánfutója is volt, főleg régebbi időkben. Az olyan csuklós buszokat, amelyek nem két, hanem három tagból állnak, duplacsuklós buszoknak hívják. A csuklós buszok jellemzően városi buszok, de turistabuszok közt is előfordulnak csuklós típusok, ez utóbbiak lehetnek magasítottak vagy akár emeletesek is.
A mini- vagy midibusz a normál méretű buszoknál kisebb méretű autóbusz-kategóriákat jelöli, bár a nagyméretű busztípusoknak is léteznek az átlagosnál rövidebb változatai. A mini- vagy midibusz kisebb csoportok fuvarozására vagy a tömegközlekedésben, kis forgalmú városi vonalakon használatos, gyakran olyan utakon, ahol egy normál méretű busz nehezen vagy sehogy sem tudna manőverezni. Az ilyen buszokat nemritkán kisteherautókból vagy furgonokból alakítják ki erre szakosodott építőcégek, ez utóbbiak is lehetnek háromtengelyesek, de vannak külön ilyen kategóriára szakosodott típusok és gyártók.

## Legnagyobb buszgyártók

### Legfontosabb mai és történelmi gyártók
- Drögmöller (Németország)
- Ford (Amerikai Egyesült Államok)
- GM (Amerikai Egyesült Államok)
- Ikarus (Magyarország)
- Irizar (Spanyolország)
- Iveco (Olaszország)
- Jelcz (Lengyelország)
- King Long (Kína)
- LiAZ (Oroszország)
- MAN (Németország)
- MCI (Amerikai Egyesült Államok)
- Mercedes-Benz (Németország)
- Neoplan (Németország)
- New Flyer (Amerikai Egyesült Államok)
- PAZ (Oroszország)
- Prevost (Amerikai Egyesült Államok)
- Renault (Franciaország)
- Solaris (Lengyelország)
- Solbus (Lengyelország)
- Scania (Svédország)
- Setra (Németország)
- TEMSA (Törökország)
- Van Hool (Belgium)
- VDL (Belgium)
- Volvo (Svédország)
- Yutong (Kína)

### További jelentős kelet-közép-európai gyártók
- Autosan (Lengyelország)
- BAZ (Ukrajna)
- GolAZ (Oroszország)
- Karosa (Csehország)
- LAZ (Ukrajna)
- Škoda (Csehország)
- SOR (Csehország)
- Troligabus (Szlovákia)

### Magyar gyártók
- Kravtex
- ARC
- Webasto Hungária-Molitus
- Ikarus
- MABI-BUS